# Marmormühle
Marmormühle ist ein Gemeindeteil der Stadt Naila im oberfränkischen Landkreis Hof in Bayern. Marmormühle liegt in der Gemarkung Naila.

## Geografie
Die an der Selbitz gelegene Einöde ist mittlerweile in der Ortsstraße „Marmorweg“ des Gemeindeteils Naila aufgegangen. Diese führt zur „Hofer Straße“, die 150 Meter westlich in die „Selbitztalstraße“ (=Staatsstraße 2195) mündet. Unmittelbar östlich verläuft die Bahnstrecke Hof–Bad Steben.

## Geschichte
Marmormühle wurde 1625 erbaut. Sie diente als Werkmühle zur Beförderung des Wassers aus den Bergwerksschächten des Wilden Mannes. Ab 1733 wurde sie als Schneidmühle für die in der Nähe gebrochenen Marmorplatten genutzt. Marmormühle gehörte zur Realgemeinde Naila. Gegen Ende des 18. Jahrhunderts bestand Marmormühle aus einem Anwesen. Die Hochgerichtsbarkeit hatte das bayreuthische Vogteiamt Naila. Das Kastenamt Hof war Grundherr der Mühle.
Von 1797 bis 1810 unterstand Marmormühle dem Justiz- und Kammeramt Naila. Infolge des Ersten Gemeindeedikts wurde Marmormühle dem 1812 gebildeten Steuerdistrikt Naila und der zugleich entstandenen Munizipalgemeinde Naila zugewiesen.

### Baudenkmäler
- Haus Nr. 1: Ehemalige Bergwerkmühle[9]

### Einwohnerentwicklung
| Jahr      | 1819  | 1861   | 1871   | 1885   | 1900   | 1925   | 1950   | 1961   | 1970   | 1987  |
| Einwohner | *     | 9      | 11     | 10     | 7      | 8      | *      | *      | *      | 5     |
| Häuser    |       |        |        | 1      | 1      | 1      | *      | *      |        | 2     |
| Quelle    | [ 7 ] | [ 11 ] | [ 12 ] | [ 13 ] | [ 14 ] | [ 15 ] | [ 16 ] | [ 17 ] | [ 18 ] | [ 1 ] |

## Religion
Marmormühle ist evangelisch-lutherisch geprägt und bis heute in die Stadtkirche Naila gepfarrt.